# Montlleó (Guixers)
El Montlleó és una muntanya de 1.213 metres al municipi de Guixers (el Solsonès) per bé que la part baixa del vessant nord-occidental pertany al municipi de la Coma i la Pedra. S'aixeca a la riba dreta de l'Aigua de Valls al sud de la Serra de Guixers amb la qual es connecta pel Coll de Berla. Pràcticament la totalitat de la muntanya està coberta per boscs de pins. Al Coll de Berla hi ha una guixera (pedrera d'on s'extrau guix) que proporciona la matèria primera emprada a la fàbrica de la Knauf, situada a uns 2,5 km cap al sud.

## Límits
Els límits de la seva base són:

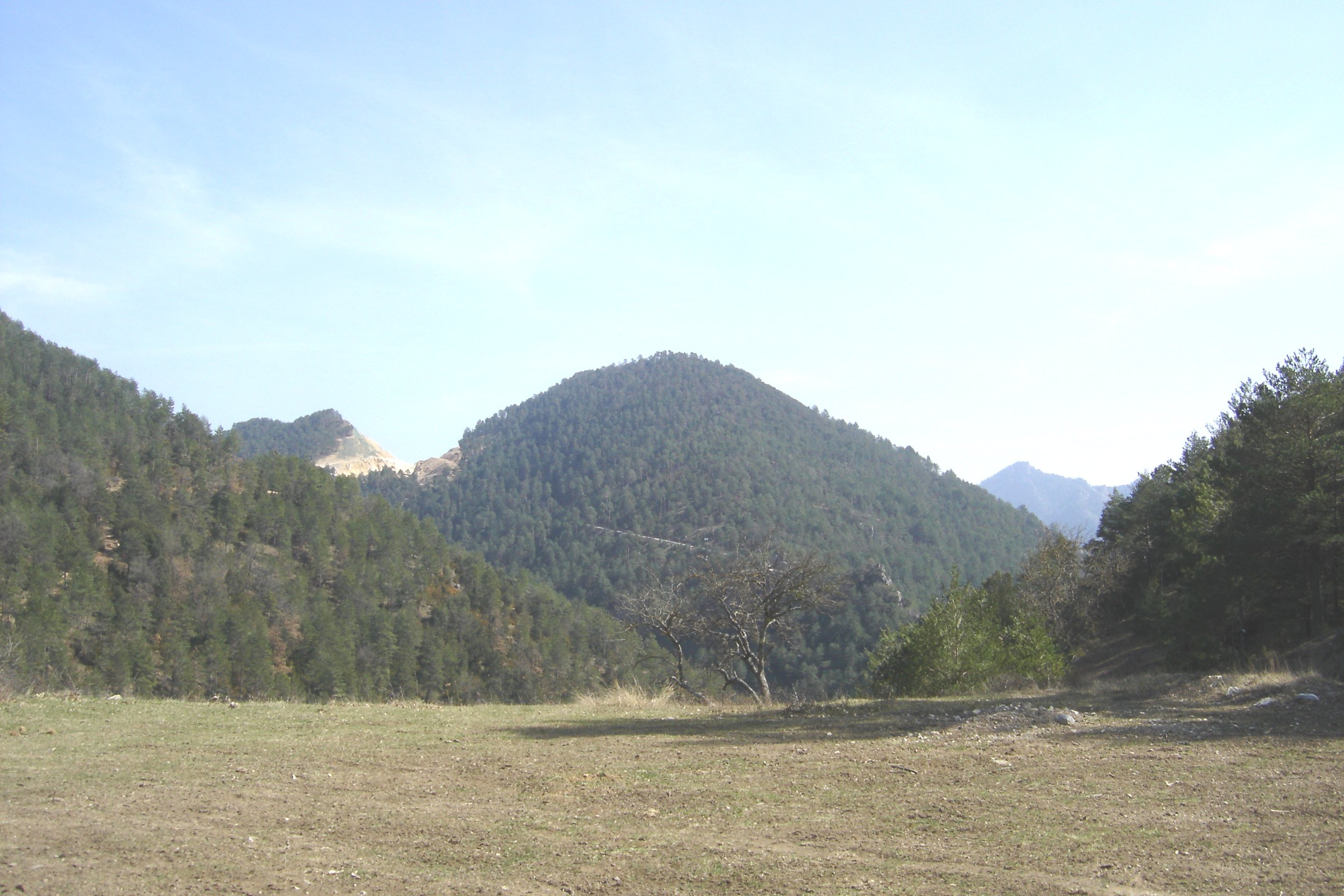
El vessant oriental del Montlleó i la guixera del Coll de Berla

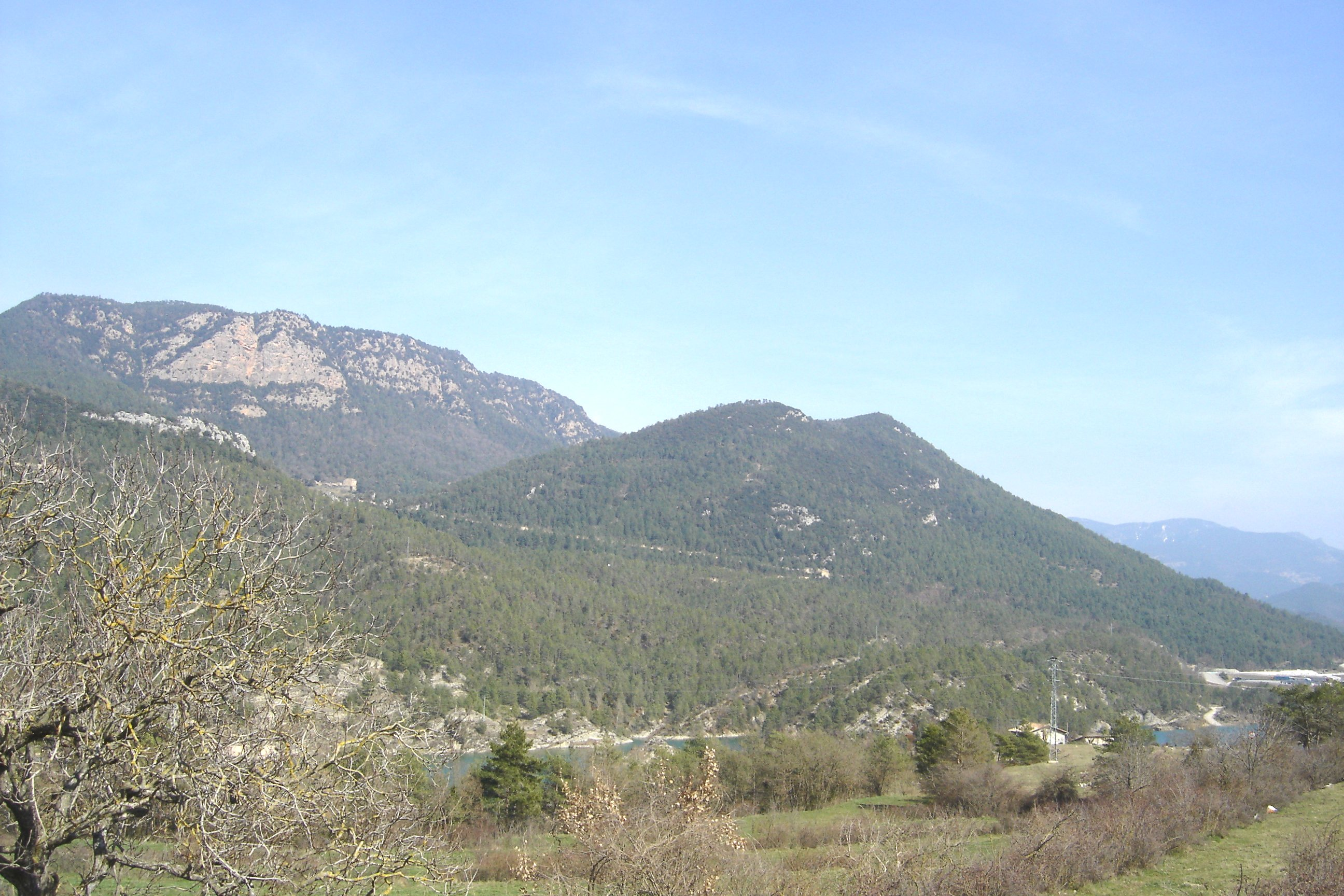
La Roca de Guixers i el Montlleó

- Nord: el Coll de Berla i el torrent de la Vilella
- Est: la rasa de Castelltort.
- Sud: l'Aigua de Valls.
- Oest: el torrent de la Barata.

## Dades topogràfiques

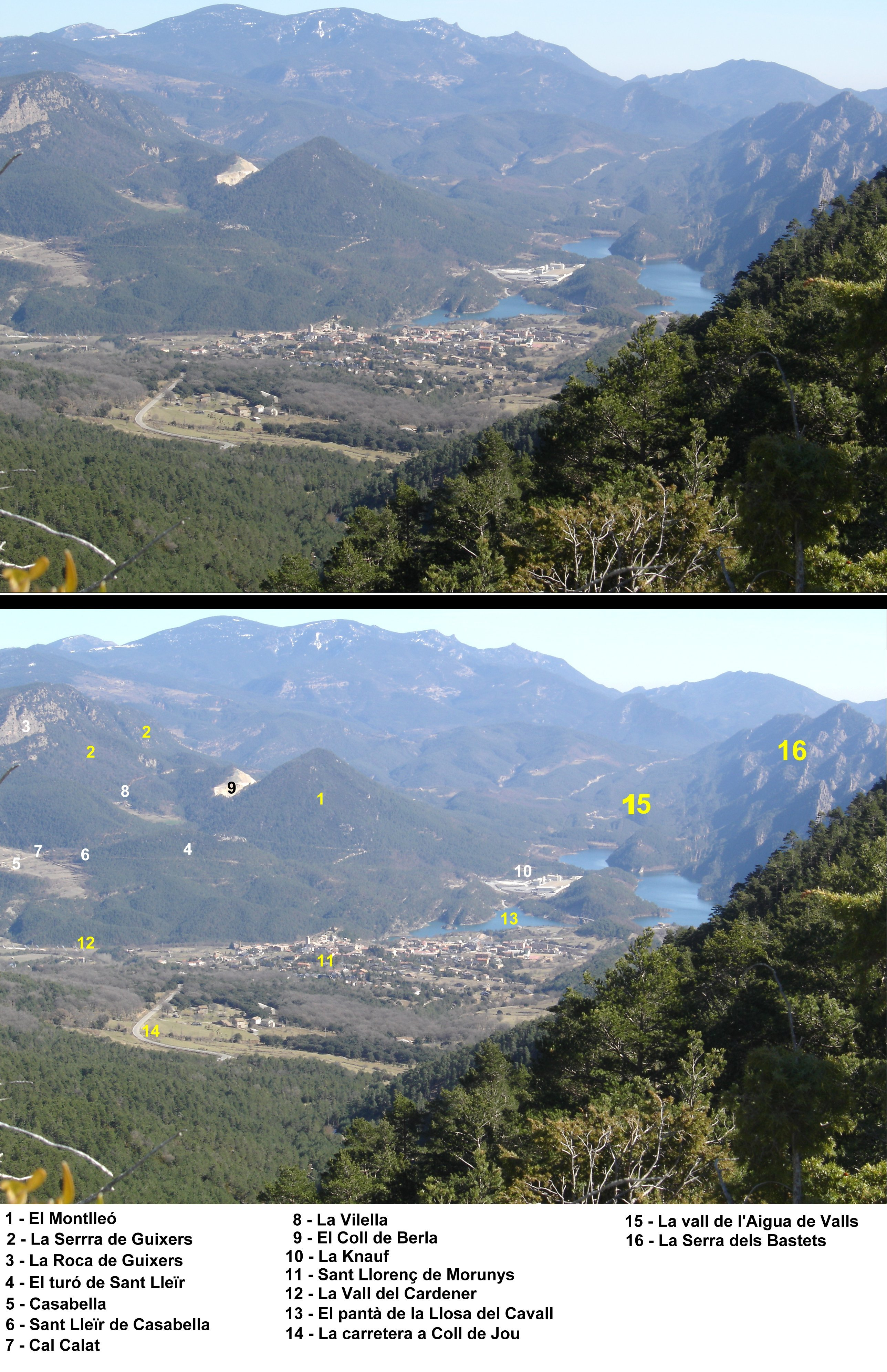
Engrandir la imatge per llegir la llegenda

- Longitud màxima N-S: 1,1 km.
- Longitud màxima E-O: 2,2 km.
- Cota màxima de la base: 1.113 m. al Coll de Berla 42° 8′ 23.82″ N, 1° 37′ 39.25″ E / 42.1399500°N,1.6275694°E
- Cota mínima de la base: 803 m. al pantà de la Llosa del Cavall 42° 7′ 47.03″ N, 1° 37′ 50.63″ E / 42.1297306°N,1.6307306°E